# Diocesi di Tingaria
La diocesi di Tingaria (in latino: Dioecesis Tingariensis) è una sede soppressa e sede titolare della Chiesa cattolica.

## Storia
Tingaria, forse identificabile con Tiaret nell'odierna Algeria, è un'antica sede episcopale della provincia romana della Mauritania Cesariense.
Il Morcelli identifica questa sede con l'antica Tingis, nella Mauritania Tingitana, corrispondente all'odierna Tangeri in Marocco. Non menziona alcun vescovo, se non il fatto che nel 484 era sede vacante.
Dal 1933 Tingaria è annoverata tra le sedi vescovili titolari della Chiesa cattolica; dal 15 ottobre 2022 il vescovo titolare è Eduardo Gonzalo Redondo Castanera, vescovo ausiliare di Quilmes.

## Cronotassi dei vescovi titolari
- Charles-Auguste-Marie Paty † (3 gennaio 1966 - 4 luglio 1967 succeduto vescovo di Luçon)
- Robert-Jacques-Victor Frossard † (30 settembre 1967 - 13 febbraio 1988 deceduto)
- Franz Grave † (31 marzo 1988 - 19 febbraio 2022 deceduto)
- Eduardo Gonzalo Redondo Castanera, dal 15 ottobre 2022